# Naken nästsvamp
Naken nästsvamp (Mycocalia denudata) är en svampart som först beskrevs av Fr. & Nordholm, och fick sitt nu gällande namn av J.T. Palmer 1961. Enligt Catalogue of Life ingår Naken nästsvamp i släktet Mycocalia,  och familjen Agaricaceae, men enligt Dyntaxa är tillhörigheten istället släktet Mycocalia,  och familjen brödkorgsvampar. Arten är reproducerande i Sverige. Inga underarter finns listade i Catalogue of Life.